# 杨震 (化学家)
杨震（1959年8月—），辽宁沈阳出生，中国化学家，北京大学教授，研究领域包括天然产物分子全合成等，是紫杉醇全合成研制成功课题组成员之一。中国教育部第四批“长江学者”特聘教授。

## 生平
1982年和1986年，先后获得沈阳药科大学药物化学学士、硕士学位。1992年获香港中文大学化学博士学位（导师黄乃正）。
1992年至1998年，先后在斯克里普斯研究所从事博士后研究、担任助理教授；1998年至2001年，在哈佛药学院细胞生物学系担任研究员；2001年至2008年，先后在美国纽约多家公司任职。
2002年，受时任北京大学化学与分子工程学院院长林建华邀请，担任北京大学化学系教授。2020年7月，任北京大学深圳研究生院常务副院长。

## 学术兼职

### 杂志编委
美国化学会《Combinatoial Science》、Wiley-VCH 《Advanced Synthesis & Catalysis》、Springer 《Natural Products and Bioprospecting》、皇家化学会《MedChemComm》杂志编委